# Kazan Tennō
Kazan Tennō (花山天皇?) (29 de noviembre de 968-17 de marzo de 1008) fue el 65º emperador de Japón, según el orden tradicional de sucesión. Reinó entre 984 y 986. Antes de ser ascendido al Trono de Crisantemo, su nombre personal (imina) era Príncipe Imperial Morosada (Morosada-shinnō).

## Genealogía
Fue el hijo de Reizei Tennō y hermano de Sanjō Tennō.

## Biografía
En 984, el Príncipe Imperial Morosada es ascendido al trono a la edad de 17 años, tras la abdicación de su tío. Es nombrado como Emperador Kazan.
Durante su reinado comisionó el Shūi Wakashū. Tuvo una fuerte presión política con el clan Fujiwara y fue manipulado por Fujiwara no Kaneie, quien lo obliga a abdicar en 986, en su segundo año de reinado.
Tras su abdicación se recluye en su residencia de Kazan-ji y se convierte en un monje budista, y toma el nombre de Nyūkaku.
Nyūkaku asistió a varios peregrinajes y creó el peregrinaje de Kannon (algunos estudiosos dudan que el Emperador Kazan haya hecho esto, debido a su pésima salud mental, y se le atribuye más su creación al monje Tokudo Shonin). Este peregrinaje involucraba visitar 33 lugares a través de ocho provincias del área de Bando. Según el Emperador, había visitado los 33 lugares con el objetivo de calmar su sufrimiento, después de tener una visión con la deidad Kannon Bosatsu.
El Daijō Tennō Kazan fallece en 1008, a la edad de 41 años. 
Fue enterrado en las “Siete Tumbas Imperiales” en Ryōan-ji, Kioto. El túmulo dedicado al Emperador Kazan se conoce como Kinugasa-yama; y la tumba fue hecha a través de una restauración de los sepulcros imperiales a finales del siglo XIX por el Emperador Meiji

## Kugyō
Kugyō (公卿) es el término colectivo para los personajes más poderosos y directamente ligados al servicio del emperador del Japón anterior a la restauración Meiji. Eran cortesanos hereditarios cuya experiencia y prestigio les había llevado a lo más alto del escalafón cortesano.
- Kanpaku:  Fujiwara no Yoritada (924-989)[6]
- Daijō Daijin: Fujiwara no Yoritada[6]

- Sadaijin: Fujiwara no Kaneie (929-990)[6]
- Udaijin:
- Nadaijin: Fujiwara no Yoshichika (957-1008)[6]
- Dainagon:

Murió a los 39 años de edad.

## Eras
- Eikan (983-985)
- Kanna (985-986)